# Kary H Lasch
Pour les articles homonymes, voir Lasch.
Kary H. Lasch (1914 - 1993) né Kary Hermann Arthur Wilhelm Lasch le 1er février 1914 à Prague, Autriche-Hongrie mort le 27 août 1993 à Danderyd, Suède, est un photographe qui a fondé son réseau international de scoutisme modèle à Stockholm. Il est connu pour ses photographies de personnages célèbres comme Pablo Picasso, Salvador Dalí, Federico Fellini, Sophia Loren et Brigitte Bardot. Kary Lasch a visité le Festival de Cannes consécutivement pendant trente ans. Il a également fait des couvertures pour de grands magazines internationaux comme Epoca d'Italie, Popular Photography et bien d'autres. Ses images humoristiques sont nombreuses mais moins connues.
En tant que photographe, Kary H. Lasch était principalement connue comme photographe de modèles. Il était célèbre pour avoir livré des mannequins et des starlettes aux industries mondiales des publications, de la mode et du cinéma. Rares sont ceux qui connaissent l'éventail et l'étendue de son métier : mode, voitures de course, tauromachie, art, voyages et photographie industrielle, pour n'en citer que quelques-uns. Il aimait voyager et pouvait être sur la route pendant huit à dix mois par an. Il a voyagé impulsivement là où son nez pointait : « Je ne suis pas allé en Amérique du Sud, ou peut-être que le Népal est mieux. » Il a voyagé dans le monde entier en utilisant des cartes de visite sur lesquelles le patron de Lufthansa avait écrit : « Aidez Kary H. Lasch avec tout ce dont il a besoin ». La photographie était un outil pour rencontrer des gens ; il transportait quatre carnets d'adresses remplis de numéros de téléphone et de lieux. Il est apparu dans des publicités pour Hasselblad en tant que maître photographe et a fait la couverture de grands magazines du monde entier. Lennart Nilsson, Sune Jonsson et Kary Lasch ont donné des ateliers ensemble et ont voyagé à travers le pays pendant de nombreuses années en Suède. « C'est un artiste ! Un maître ! » Pablo Picasso a répondu, après avoir vu les images de tauromachie de Lasch.